# Kosmos 212
Kosmos 212 (ryska: Космос-212) var en obemannad testflygning i Sovjetunionens Sojuzprogram. Farkosten sköts upp med en Sojuz-raket, från Kosmodromen i Bajkonur, den 14 april 1968 med en Sojuz-raket. 
Den återinträdde i jordens atmosfär och landade i Sovjetunionen den 19 april 1968.
Kosmos 212 gjorde en automatisk dockning med Kosmos 213, den 15 april 1968.